# Klubi i basketbollit Prishtina
El Klubi i basketbollit Prishtina, conocido oficialmente como Sigal Prishtina por motivos de patrocinio, es un club de baloncesto profesional de la ciudad de Pristina, que milita en la ETC Superliga, la máxima categoría del baloncesto kosovar, en la Balkan League y en la FIBA Europe Cup, la cuarta competición europea. Disputa sus partidos en el Pallati i Rinisë dhe Sporteve, con capacidad para 3000 espectadores.
Es el club más laureado de Kosovo, ya que tiene 12 ligas (1992, 2002, 2003, 2006, 2007, 2008, 2009, 2010, 2011, 2014, 2015, 2016) y 11 copas (2002, 2003, 2005, 2006, 2007, 2008, 2009, 2010, 2013, 2014, 2016), además de ser el primer equipo kosovar en jugar competición europea. Se proclamaron campeones de la Balkan League en 2015 y 2016, siendo el único equipo kosovar en ganar esta competición.

## Historia
El club fue fundado originalmente en 1970, pero debido a una enorme deuda contraída en el año 2004, se vieron obligados a abandonar la liga, entrando el OJQ KB Prishtina en su lugar. Las deudas fueron heredadas por el nuevo club, pero al no pagarlas, el club se vio obligado a desaparecer el 22 de septiembre de 2011, ocupando de nuevo otro club su lugar.
En la temporada 2013-14, Prishtina jugó su primera temporada en Europa, en la Balkan League (BIBL). En esa temporada, KB Prishtina quedó 2º en la fase de grupos con 11 victorias y 5 derrotas. Gracias a ello, se clasificaron directamente para la Final Four, donde ellos eran los organizadores, pero perdieron en semifinales por 86-74 contra el Hapoel Gilboa Galil Elyon israelí y por 79-73 contra el BC Balkan Botevgrad búlgaro en el partido por el tercer puesto.
En la temporada 2014-15, Sigal Prishtina ganó la Balkan League, tras derrotar en la final por 2-0 al BC Rilski Sportist búlgaro, primero venciendo en Prishtina por 74-72 y después venciendo en Bulgaria por 71-80. Repitieron título de la Balkan League en la temporada 2015-2016, derrotando en la final al KK Mornar Bar montenegrino (82-68 en Prishtina y 75-68 a favor del equipo montenegrino en Bar).
En la temporada 2015-2016, KB Sigal Prishtina disputó la FIBA Europe Cup por primera vez en su historia. No se pudieron clasificar para la siguiente ronda, ya que quedaron últimos del Grupo K con un balance de 2 victorias y 4 derrotas.

## Nombres
- KB Prishtina (hasta 2002)
- MEB Prishtina (2002-2003)
- BpB Prishtina (2003-2004)
- Sigal Prishtina (2004-presente)

## Posiciones en liga
| - 2002: 1º - 2003: 1º - 2004: 1º - 2005: 1º - 2006: 2º - 2007: 1º - 2008: 1º - 2009: 1º | - 2010: 1º - 2011: 1º - 2012: 1º - 2013: 2º - 2014: 1º - 2015: 1º - 2016: 2º |

## Sigal Prishtina en competiciones europeas
FIBA Europe Cup 2015-16
| Fase de grupos | Energia         | Sigal Prishtina | 87-72  | 66-62 |
| Fase de grupos | Sigal Prishtina | Astana          | 75-73  | 82-78 |
| Fase de grupos | AEK             | Sigal Prishtina | 101-84 | 70-83 |

FIBA Europe Cup 2016-17
| Fase de grupos | Enisey                    | Sigal Prishtina               | - | - |
| Fase de grupos | Sigal Prishtina           | Ganador Mureș vs Demir İnşaat | - | - |
| Fase de grupos | Perdedor Rilski vs Tsmoki | Sigal Prishtina               | - | - |

## Sigal Prishtina en la Balkan League
| Equipo           | 2013/2014             | 2014/2015                      | 2015/2016                     |
| Balkan Botevgrad | 89-71 / 85-77 / 73-79 | No participó                   | No participó                  |
| Beroe            | No participó          | No participó                   | 79-56 / 73-80 / 94-75 / 75-89 |
| Galil Gilboa     | 81-78 / 71-66 / 86-74 | No participó                   | No participó                  |
| Kožuv            | 68-58 / 83-95         | 87-100 / 93-78 / 85-61 / 86-80 | 88-60 / 68-62 / 75-87 / 74-56 |
| Kumanovo 2009    | 75-60 / 78-89         |                                | No participó                  |
| Levski Sofia     | 77-68 / 91-87         | No participó                   | 89-66 / 75-103                |
| Mornar Bar       | No participó          | 91-104 / 80-87                 | 62-72 / 75-86 / 82-68 / 75-68 |
| Peja             | 72-70 / 65-80         |                                | 85-84 / 72-74                 |
| Rilski Sportist  | No participó          | 94-71 / 71-94 / 74-72 / 71-80  | No participó                  |
| Sutjeska         | No participó          | 99-92 / 0-20                   | No participó                  |
| Teodo Tivat      | 74-71 / 76-70         |                                |                               |
| U.Craiova        | 72-83 / 85-96         | 92-76 / 101-82 / 98-70 / 73-77 | No participó                  |
| Vllaznia         | No participó          | 85-59 / 78-88                  | No participó                  |
| Posición         | 4º                    | 1º                             | 1º                            |
| Resultado        | (11-7)                | (13-5)                         | (13-3)                        |

## Palmarés
- Campeón de la ETC Superliga

1992, 2002, 2003, 2006, 2007, 2008, 2009, 2010, 2011, 2014, 2015, 2016
- Campeón de la Copa de baloncesto de Kosovo

2002, 2003, 2005, 2006, 2007, 2008, 2009, 2010, 2013, 2014, 2016
- Campeón de la Supercopa de Kosovo

2005, 2012, 2013, 2014
- Campeón de la Balkan League

2015, 2016

## Jugadores destacados
| - Aleksander Damo - Gerti Shima - Edin Bavčić - Bariša Krasić - Stanimir Marinov - Francois Affia - Bertin Bihina - Gaston Essengue - Božo Barač - Josip Blajić - Miljan Čustić - Pave Kuzmanić - Milan Parezanović - Edis Kuraja - Blerim Mazreku - Besnik Podvorica - Gazmend Sinani - Andrejs Šeļakovs - Aurimas Kieža - Pero Blazevski - Gjorgji Čekovski - Enes Hadžibulić - Ylber Jusufi - Bojan Trajkovski - Nikola Vučurović | - Bamba Fall - Thomas Massamba - Adnan Mustafa - Nate Bowie - Jermaine Carlton - Ceola Clark III - Julius Coles - Nate Bowie - Jermaine Carlton - Ceola Clark III - Julius Coles - Jamar Diggs - Devan Downey - LaceDarius Dunn - Khalid El-Amin - Desmon Farmer - Daymond Forney - John Gilchrist - Brian Greene (baloncestista nacido en 1983) - Jordan Hulls - Gerald Inman - Kendrick Jones - Brad Jones (baloncestista nacido en 1985) - Morris Jordan - Willie Kemp | - Kei Madison - Marvett McDonald - Aaron McGhee - Gary McGhee - Akida McLain - Kenneth Mickie - Rasool Muhammad - Alvin Norman - Kevin Owens (baloncestista nacido en 1980) - Jeremy Price - Hamidu Rahman - Jackie Rogers - Ryan Sears - Sylvester Seay - Abdul Shamsid-Deen - Marcus Smallwood - Alvin Snow - Demontez Stitt - Julian Terrell - Antabia Waller - Andrew Warren - Jason Washburn - Tyson Waterman - K'Zell Wesson - Tarvis Williams | - Keena Young - Florian Miftari - Samir Shaptahoviç - Edmond Azemi - Ersid Ljuca - Habib Ademi - Gëzim Morina - Afrim Tahiri - Gani Tahiri - Uluğ Kaçaniku - Erkand Karaj - Fisnik Juniku - Florian Rexhepi - Dardan Berisha - Alex Carcamo - Jimmal Ball - Adam Waleskowski - Alhaji Mohammed - Anthony Drejaj - Driton Qorri - Besim Tafilaj - Mohamed Abukar - Julian Mavunga |

## Entrenadores
| Nombre                 | Años      |
| ---------------------- | --------- |
| Ibrahim Karabegu       | 1999–2000 |
| Bujar Shehu            | 2000–2001 |
| Čedomir Perinčić       | 2001–2002 |
| Enver Sllamniku        | 2002–2003 |
| Josip Gjergja          | 2003–2004 |
| Ekrem Memnun           | 2004–2005 |
| Arben Krasniqi         | 2005–2013 |
| Ahmet Kandemir         | 2013      |
| Ceyhun Cabadak         | 2013      |
| Marin Dokuzovski       | 2014      |
| Marjan Ilievski        | 2015      |
| Antonis Constantinides | 2015–2016 |
| Petar Mijović          | 2016–     |